# Atrichopogon catinus
Atrichopogon catinus är en tvåvingeart som beskrevs av Liu , Yan, Liu, Hao, Liu och Yu 2001. Atrichopogon catinus ingår i släktet Atrichopogon och familjen svidknott.
Artens utbredningsområde är Hubei (Kina). Inga underarter finns listade i Catalogue of Life.